# Czeremoszne
Czeremoszne (ukr. Черемошне) – wieś na Ukrainie, w rejonie tywrowskim obwodu winnickiego, na wschodnim Podolu.
W czasach I Rzeczypospolitej wieś leżała w województwie bracławskim w prowincji małopolskiej Korony Królestwa Polskiego. Odpadła od Polski w wyniku II rozbioru.
W Czeremosznem przez pewien czas mieszkał Maurycy Gosławski.